# Better Mistakes
Better Mistakes ist das zweite Studioalbum der US-amerikanischen Sängerin Bebe Rexha. Es erschien am 7. Mai 2021.

## Hintergründe
Ein Nachfolgealbum zu Rexhas kommerziell erfolgreichem Debüt Expectations wurde bereits seit dem Jahr 2019 angekündigt. Im Mai 2020 gab die Sängerin an, dass es zu einer Milliarde Prozent noch in besagtem Jahr erscheinen würde und sie im Zuge der Arbeiten an diesem 60 Songs oder mehr geschrieben habe. Allerdings wurden diese Pläne zwei Monate später wieder verworfen, als die Musikerin meinte, sie wolle mit der Veröffentlichung warten, bis die Welt ein besserer Ort sei, da sie es nicht für richtig halte, in derart schweren Zeiten Musik zu publizieren (zu diesem Zeitpunkt waren in den USA sowohl die Covid-19-Pandemie als auch rassistisch motivierte Polizeigewalt Tagesthemen). Die beiden vorab veröffentlichten Singles Last Hurrah und Not 20 Anymore aus dem Jahre 2019, erstere ein weltweiter Charterfolg, landeten letztlich nicht wie angekündigt auf dem Album.
Stattdessen wurde im Oktober 2020 mit der Doja-Cat-Kollaboration Baby, I'm Jealous eine neue Leadsingle inklusive aufwändigem Musikvideo mit Handlung präsentiert, das die Promo-Phase des kommenden zweiten Studioalbums einleitete, welches im darauffolgenden Jahr erscheinen sollte. Das Lied konnte sich in den US-amerikanischen, kanadischen und britischen Charts platzieren. Es folgten die drei weiteren Auskopplungen Sacrifice, Sabotage und Die For A Man, letztere zusammen mit Lil Uzi Vert und alle mit einem zugehörigen Musikvideo, die jedoch kommerziell keine nennenswerten Erfolge aufwiesen. Am Erscheinungstag des Albums wurde zudem ein Video zum Song Break My Heart Myself veröffentlicht. Die CD zu Better Mistakes sollte ursprünglich zeitgleich mit der digitalen Ausgabe erscheinen, allerdings wurde die Veröffentlichung der physischen Ausgabe aus unbekannten Gründen auf den 2. Juli verschoben.

## Musik und Texte
Die Musik von Better Mistakes ist durchwegs der Popmusik zuzuordnen, innerhalb dieser jedoch in verschiedenen Subgenres vorzufinden. Baby, I'm Jealous hat ausgeprägte Funkanleihen, Break My Heart Myself hingegen ist mit seinen Gitarrenriffs und harten Percussions näher am Alternative Rock; Sacrifice ist ein Dance-Pop-Song mit Einschlag der 1990er Jahre, während Lieder wie Amore oder Trust Fall von der Trapmusik beeinflusst sind und Sabotage eine Ballade darstellt. Dementsprechend reicht die Liste der Gastmusiker von klassischen Rappern wie Rick Ross bis hin zu Rock-Drummer Travis Barker. Bebe Rexha selbst gab an, dass die große Bandbreite der Stile beabsichtigt und gewollt war, da sich eine Vielzahl an großen Popalben, so etwa Madonnas True Blue oder Rihannas Unapologetic, durch ein nicht einheitliches und breit gefächertes Klangbild auszeichneten.
Auf einem nicht unerheblichen Teil der Lieder verarbeitet die Sängerin die Gedanken und Probleme bei einem Leben mit bipolarer Störung sowie Neurodiversität allgemein. Die Erkrankung wurde bei ihr im Jahre 2019 diagnostiziert und gab ihr laut eigener Aussage endlich eine Erklärung, warum sie sich so lange krank fühlte und so viele Tiefs erlebe. So beschreibt sie etwa gleich im Eröffnungssong Break My Heart Myself ihre Depressionen, Ängste (etwa, als sie von einem Selbstmörder hört, da der Gedanke, sie selbst könne jener sein, Furcht in ihr auslöst), ihren Gebrauch von Medikamenten und ihre Panikattacken. Die Zeile „Without it, I feel really hopeless / And 5.7 of Americans know it“ bezieht sich auf die Anzahl der an der bipolaren Störung erkrankten Amerikaner in Millionen. Auf Liedern wie Baby, I'm Jealous und Trust Fall wird Rexhas Unfähigkeit, Vertrauen zu fassen, thematisiert, obwohl sie sich das wünschte. In Zusammenhang mit diesem Thema greift sie auch ihre überbordernden Selbstzweifel auf, die sie dazu treiben, sich selbst nicht wertzuschätzen und von daher zu erwarten, ihr Partner würde dies auch nicht tun.

## Covergestaltung
Das Coverartwork zeigt eine in dunkelblaues Licht getauchte Aufnahme von Bebe Rexha, die breitbeinig am Boden hockt und sich mit den Händen auf diesem aufstützt. Sie trägt einen farblich hervorgehobenen Catsuit mit einem schwarzen und weißen Streifen- und Schnörkelmuster. Links von dem Motiv steht vertikal in Blockbuchstaben, die von weiß zu hellblau verlaufen, der Name der Künstlerin. Rechts von ihr steht in einem neongrünen, an Handschrift erinnernden Schriftzug der Albumtitel. An den Rändern des Motivs werden Papierrisse simuliert.

## Titelliste
| Nr.          | Titel                                              | Länge |
| ------------ | -------------------------------------------------- | ----- |
| 1.           | Break My Heart Myself (feat. Travis Barker)        | 2:31  |
| 2.           | Sabotage                                           | 2:56  |
| 3.           | Trust Fall                                         | 2:30  |
| 4.           | Better Mistakes                                    | 2:15  |
| 5.           | Sacrifice                                          | 2:40  |
| 6.           | My Dear Love (feat. Ty Dolla $ign & Trevor Daniel) | 2:52  |
| 7.           | Die For A Man (feat. Lil Uzi Vert)                 | 2:47  |
| 8.           | Baby, I'm Jealous (feat. Doja Cat)                 | 2:55  |
| 9.           | On The Go (feat. Pink Sweat$ & Lunay)              | 2:59  |
| 10.          | Death Row                                          | 3:00  |
| 11.          | Empty                                              | 2:28  |
| 12.          | Amore (feat. Rick Ross)                            | 2:54  |
| 13.          | Mama                                               | 3:08  |
| Gesamtlänge: | Gesamtlänge:                                       | 35:55 |

## Rezeption

### Rezensionen
Die Kritiken zu Better Mistakes fielen gemischt aus. Besonders positiv rezipiert wurde von den meisten Rezensenten die emotionale Rauheit und der Emo-Einschlag des Werkes, insbesondere, wenn Rexha ihr Leben mit bipolarer Störung thematisiert. Es wurde vermehrt als ein Zeichen für ihr Talent als Texterin und Songwriterin angesehen und würde tiefe Einblicke in ihre Psyche ermöglichen. Kritisiert wurde allerdings einhellig die kurze Dauer der meisten Songs und dadurch des gesamten Albums, sowie die Tendenz, die interessanten Inhalte in gewöhnliche Popproduktionen zu verpacken, die anderen zeitgenössischen Künstlern ähneln, anstatt selbst eine künstlerische Vision auszuformen. So könne Bebe Rexha zwar starke Refrains schreiben und gut singen, schaffe es aber nicht, ihren Stärken ein unverwechselbares Gewand anzuziehen.

### Charts und Chartplatzierungen
| ChartsChartplatzierungen       | Höchstplatzierung | Wochen |
| ------------------------------ | ----------------- | ------ |
| Vereinigte Staaten (Billboard) | 140 (1 Wo.)       | 1      |